# Cargolet gorjaestriat
El cargolet gorjaestriat (Cantorchilus leucopogon) és un ocell de la família dels troglodítids (Troglodytidae).

## Hàbitat i distribució
Habita el sotabosc de la selva pluvial, clars i vegetació secundària de les terres baixes, a l'est de Panamà, oest de Colòmbia i nord-oest de l'Equador.